# Спицин (блокпост)
Спи́цин — залізничний блокпост Сумської дирекції залізничних перевезень Південної залізниці на лінії Кириківка — Люботин між станціями Кириківка (11 км) та Куп'єваха (7 км). Розташований за кількасот метрів від села Катеринівки Охтирського району Сумської області.

## Пасажирське сполучення
На блокпості зупиняються  приміські поїзди напрямку Суми — Тростянець-Смородине — Люботин — Харків.